# Juan Carlos de Aréizaga
Juan Carlos de Aréizaga (1756-1820) est un général espagnol, qui a combattu contre les Français pendant la guerre d'indépendance espagnole.
En 1808, il prend sa retraite de colonel et demeure à Pampelune, où il se lie d'amitié avec Francisco Xavier Mina. En 1809, après le déclenchement de la guerre d'Espagne, il s'installe à Saragosse, et devint commandant de la division sous les ordres de Joaquín Blake. Il prend part à la bataille d'Alcañiz.
Le 19 novembre 1809, il prend le commandement de la nouvelle Armée de la Mancha, qui regroupe 50 000 hommes. Au commandement de cette unité, il subit une cuisante défaite à la bataille d'Ocaña contre les Français du maréchal Soult.
Vers la fin de 1809, il est chargé de la défense de la passe andalouse. Aréizaga n'est cependant pas en mesure d'arrêter l'invasion française, et la plupart de ses forces sont défaites à Jaén en janvier 1810. Il est remplacé par le général Freire.

## Sources
- (en) Cet article est partiellement ou en totalité issu de l’article de Wikipédia en anglais intitulé « Juan Carlos de Aréizaga » (voir la liste des auteurs).